# Григорий Поптрифонов
Григорий Поптрифонов (изписване до 1945 година: Григорий попъ Трифоновъ) е български свещеник, деец на ранното Българско възраждане в Македония.

## Биография
Роден е на 25 януари 1839 година в град Гостивар, тогава в Османската империя. Той е български екзархийски свещеник и борец за правата на българите, бори се за запазване на българския език в църквите, противопоставя се на сръбската пропаганда, която набира скорост в края на XIX и началото на XX век. Умира на 7 декември 1931 година.
В телеграма изпратена до председателя на Парламента по спорните черкви и училища в Македония и Одринско пише:
| „ | Сръбският архиерейски наместник в Гостивар е подстрекавал населението от града и околните села да прекъснат всякакви съобщения с българите, като заплашвал ония, които не биха се повинили на тая му заповед, с пет лири турски глоба и с 20 тояги бой! От двадесет дни насам, вследствие на тая заповед, имеюща за цел да преобърне българите в сърбомани, враждебността между тия два елемента се е усилила. При това още, сърбите изпращат сръбски свещеници в някои села, които, бидейки до (1903) под ведомството на Екзархията, съгласно правителствената заповед, би трябвало да се намират под същото ведомство. По повод на това местната ни духовна община, макар и да протестира на няколко пъти, протестите ѝ не се уважиха. Молим Народното Представителство да направи нужното за премахването на разприте. От името на българското население в Гостивар свещ. Григорий. | “ |

В 1910 година е споменат в благодарствено писмо като дарител за градско училище в Гостивар.
| “ | Явна благодарность, Бълг. училищно Настоятелство въ Гостивар, съ настоящето сърдечно благодари на долупоменатитѣ г-да г-да за дѣто по случай прѣдстоящия градежъ на градското ни училище притекоха се на помощъ както слѣдва: Отъ града: свещ. Григорий п. Трифоновъ, 54 гр. ток., Андрея О. Гашевъ, механджия, 268 гр. ток., Михаил Н. Поленакъ, калайджия 216 гр. т., Захарий Новевъ, гл. учитель 124 гр. т., Китанъ Траяновъ, ракиджия 62 гр. т., Петре Веляновъ, касапъ 62 гр. т., Симо Андрдовъ, търговецъ 69 гр. т., Василъ Атанасовъ, учитель 62 гр. т., Тома п. Григоровъ, учитель 54 гр. т., Климе Костовъ, търговецъ 46 гр. т., Петре Игновъ, ракиджия, 46 гр. т., Никола х. Ивановъ, ракиджия 54 гр. т., Филе Новачевъ, механджия 54 гр. т., Елисей Филевъ, търговецъ, 54 гр. т., Аврамъ Илиевъ, терзия 54 гр. т., Мито Силяновъ, самарджия 54 гр. т., Георгия Китановъ, механджия 46 гр. т., Миланъ и Лазо, Керестеджий 46 гр. т., Томо Тимосиевъ, кондураджия 40 гр. т., Ефтимъ Шекеровъ, терзия 46 гр. т., Гйошо Гашевъ, ракиджия 46 гр. т., Никола Китановъ, абаджия 30 гр. т., Душанъ Дъмковъ, терзия 30 гр. т., Тоде Гаревъ, ракиджия 30 гр. т., Йованъ Смиляновъ, тенекеджия 23 гр. т., Стоянъ Михайловъ, кондураджия 23 гр. т., Тодоръ Ср[]липовъ, хлѣбаръ 23 гр. т., Гаврилъ Китановъ, терзия 23 гр. т., Христо Димитровъ, коюнджия 23 гр. т., Христо Спасовъ, учитель 23 гр. т., Тано Радевъ, бакалинъ 23 гр. т., Тоде Атанасовъ, ракиджия 11:20 гр. т., Несторъ Анастасовъ, ханджия 11:20 гр. т., Ристо Митревъ, хлѣбаръ 5 гр. т., Атанаско Цвѣтковъ, самарджия 3 гр. т. и Коста 11:20 гр. т. Отъ с. Вълковия (Тетовско): свещ. Сотиръ Кузмановъ 54 гр. т., Груно Матовъ 46 гр. т., Танче Стойковъ 23 гр. т., Карафилъ Тръпушковъ 23 гр. т., Илко Стефановъ 12 гр. т., Мако Илиевъ 23 гр. т., Илче Георгиевъ 12 гр. т., Давидъ Стефановъ 23 гр. т., Цѣно Кузмановъ 12 гр. т., Аврамъ Теофилйовъ 23 гр. т., Мено Митовъ 23 гр. т. Да живѣятъ подобни родолюбци и дано Богъ ги възнагради стократно! Настоятелството счита за свой отечественъ дългъ да напомни и на ония наши българи въ странство, които сѫ били поканени писменно да поднесатъ лептата си за горѣказаната цѣль и се озоватъ повъзможностъ поскоро на поканитѣ. гр. Гостирваръ Отъ Настоятелството 27ий априлий 1910 год. | ” |
|   | |   |